# Rhoptromeris
Rhoptromeris is een geslacht van vliesvleugelige insecten van de familie Figitidae.

## Soorten
- R. afra (Kieffer, 1904)
- R. carinata Ionescu, 1969
- R. graciliclava (Kieffer, 1902)
- R. heptoma (Hartig, 1840)
- R. nigriventris Nordlander, 1978
- R. rufiventris (Giraud, 1860)
- R. sicula (Hedicke, 1928)
- R. strobigena Nordlander & Grijpma, 1991
- R. tristis (Hartig, 1843)
- R. villosa (Hartig, 1840)